# Васил Коцев
Васил Иванов Коцев е български офицер от Държавна сигурност, генерал-лейтенант.
Роден през 1922 година, той се включва в комунистически организации още като младеж, а през 1948 година постъпва в Държавна сигурност. Работи във външното разузнаване, като от 1973 до 1986 година е негов началник.

## Биография
Васил Коцев е роден на 15 април 1922 година в село Скравена, Орханийско, в бедно семейство. Още през 1933 година става член на комунистическия Работнически младежки съюз и по-късно е отговорник на организацията на съюза в класа си. През 1941 година отслужва военната си служба. Започва да учи агрономство, но така и не се дипломира.
Непосредствено след Деветосептемврийския преврат от 1944 година Коцев участва в последвалите насилия в Скравена, след което взема участие във Втората световна война, като получава орден „За храброст“. След войната работи във Военния отдел на Централния комитет на Българската комунистическа партия (БКП), а след това във Висшия комитет по физкултура и спорт. През 1948 година става член на БКП.
На 1 ноември 1948 година Васил Коцев е назначен на работа в Държавна сигурност, като сведенията за работата му през следващите години са оскъдни. Между 1957 и 1962 година е в Египет, а в периода 1 ноември 1963 – декември 1965 година отново е във Военния отдел на Централния комитет на БКП. От 1967 до октомври 1973 година ръководи най-важната резидентура на българското разузнаване – тази в Турция. Според негови колеги на този пост той постига значителни успехи, сред които вербуването като агент на личен приятел на министър-председателя Сюлейман Демирел.
През октомври 1973 година Коцев оглавява Първо главно управление (външно разузнаване) на Държавна сигурност на мястото на повишения в заместник-министър Стоян Савов. Той остава на поста до смъртта си и става най-дългогодишният началник на управлението. От 6 септември 1974 е генерал-майор, а от 11 април 1981 г. е генерал-лейтенант.
Той е високо ценен от режима най-вече за постиженията на промишления шпионаж от този период. В същото време периодът, в който ръководи разузнаването, е съпътстван от неговите най-тежки провали – дезертирането на ценния агент Владимир Костов, придобилите широка публичност атентати в чужбина срещу Костов и Георги Марков, зле обмислената кражба на „История славянобългарска“ от Света гора, корупционния скандал, довел до осъждането на Живко Попов.
Васил Коцев умира на 1 юни 1986 година в болницата „Пирогов“ в София след пътна катастрофа. Тя става същия следобед при влизането на Ботевградско шосе в София, малко преди Околовръстния път, като при нея на място умира и неговата съпруга. Според заключението на следствието Коцев, който през предходните години получава два инфаркта и страда от коронарна склероза, получава внезапна сърдечна слабост и се блъска с висока скорост в крайпътен стълб с управлявания от него автомобил „ВАЗ-2106“.
Васил Коцев има двама синове – Бойко Коцев, дипломат, заместник-министър на вътрешните работи 2001 – 2007 г., посланик в Москва след 2012 г. и Емил Коцев – бивш изпълнителен директор на държавната фирма „Техноекспортстрой“, нещатен служител на ДС (оперативен работник на обществени начала – ОРОН) с псевдоними „Еди“ и „Витя“.

## Награди
- Орден "Червено знаме“,
- Орден „9 септември 1944“ I степен с мечове – два пъти
- Орден „Народна република България“ II степен (31 август 1974)
- медал „За заслуги за сигурността и обществения ред“
- „Почетна значка на МВР“
- Почетен медал „60 години ВЧК-КГБ“
- медал „За укрепване на бойното сътрудничество“
- Герой на социалистическия труд на България (14 април 1982)[10]
- съветския орден „Дружба на народите“ (27 март 1984)